# Gyeongsangbuk-do
Gyeongsangbuk-do (Nord-Gyeongsang) ist eine Provinz im Osten von Südkorea. Im Norden grenzt sie an Gangwon-do, im Osten an das Japanische Meer. Im Süden ist die Provinz begrenzt durch Gyeongsangnam-do und die Stadt Ulsan, im Westen durch Jeollabuk-do und Chungcheongnam-do. Von Gyeongsangbuk-do fast vollständig umgeben liegt die Millionenstadt Daegu, die seit 1981 unter separater Verwaltung steht.

## Geographie
Im Sommer ist Gyeongsangbuk-do die heißeste Provinz Südkoreas, weil sie größtenteils vom Taebaek-Gebirge (im Osten) und vom Sobaek-Gebirge (im Norden und Westen) umgeben ist, wodurch kühlende Windströmung ausbleibt. Nach Süden öffnet sich das Land zum anderen Teil der ehemaligen Provinz Gyeongsang-do. Ein weiteres wichtiges Landschaftsmerkmal ist der Fluss Naktonggang, der die Provinz in Nord-Süd-Richtung teilt. Auch die Insel Ulleungdo gehört zu Gyeongsangbuk-do, ebenso nach südkoreanischer Lesart der zwischen Südkorea, Nordkorea und Japan umstrittene Liancourt-Felsen.

## Geschichte
Die Provinz war die Heimat des Silla-Königreichs und ist durch dessen kulturelle Traditionen geprägt. Viele Künstler, politische Führer und Gelehrte stammen aus dieser Provinz.

## Wirtschaft
Landwirtschaftliche Produkte der Provinz sind vor allem Reis, Bohnen, Kartoffeln und Gerste; bekannte Spezialitäten sind Äpfel aus Daegu. Milchwirtschaft wird in einigen Teilen der Provinz betrieben, aber Meeresprodukte wie Algen und Tintenfisch sind auch von großer Bedeutung.
Wirtschaftliche Bedeutung haben die Stahlverarbeitung, Elektronik- und Textilindustrie. Die Mehrzahl der Beschäftigten arbeitet allerdings mittlerweile im Dienstleistungsbereich. Der Hafen von Pohang ist Ausgangspunkt wichtiger Seerouten nach Japan, Russland und Nordkorea.

## Verwaltungsgliederung
Gyeongsangbuk-do besteht aus 10 Stadt- und 12 Landkreisen. Von den Städten Gyeongju und Sangju leitet sich der Name Gyeongsang ab. Zum 1. Juli 2023 wechselte der Landkreis Gunwi von Gyeongsangbuk-do nach Daegu.

### Städte
- Andong-si (안동시, 安東市)
- Gimcheon-si (김천시, 金泉市)
- Gyeongju-si (경주시, 慶州市)
- Gyeongsan-si (경산시, 慶山市)
- Gumi-si (구미시, 龜尾市)
- Mungyeong-si (문경시, 聞慶市)
- Pohang-si (포항시, 浦項市)
- Sangju-si (상주시, 尙州市)
- Yeongcheon-si (영천시, 永川市)
- Yeongju-si (영주시, 榮州市)

### Landkreise
- Bonghwa-gun (봉화군, 奉化郡)
- Cheongdo-gun (청도군, 淸道郡)
- Cheongsong-gun (청송군, 靑松郡)
- Chilgok-gun (칠곡군, 漆谷郡)
- Goryeong-gun (고령군, 高靈郡)
- Seongju-gun (성주군, 星州郡)
- Uiseong-gun (의성군, 義城郡)
- Uljin-gun (울진군, 蔚珍郡)
- Ulleung-gun (울릉군, 鬱陵郡)
- Yecheon-gun (예천군, 醴泉郡)
- Yeongdeok-gun (영덕군, 盈德郡)
- Yeongyang-gun (영양군, 英陽郡)

## Persönlichkeiten
- Park Tae-bun (* 1971), Musiker